# Токены Компании Гудзонова залива

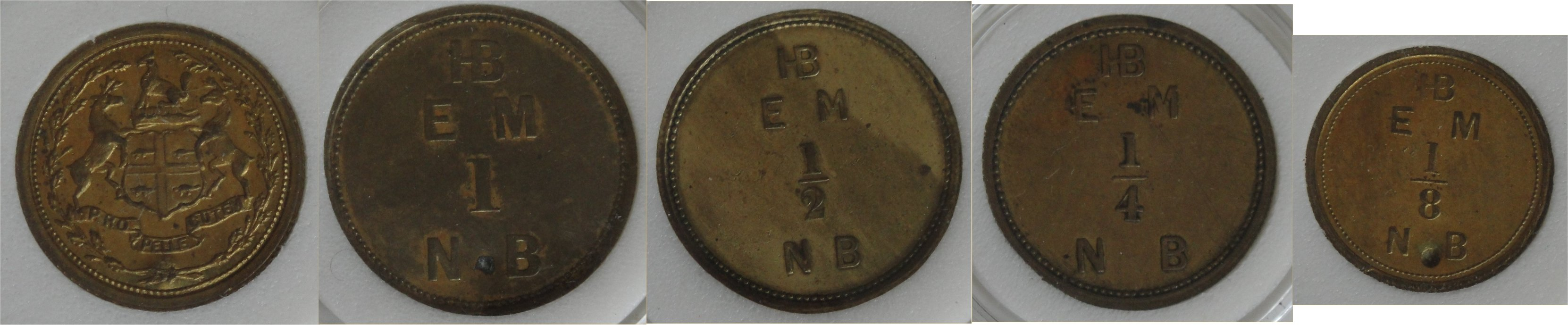
Токены Компании Гудзонова залива

Токены компании Гудзонова залива — суррогатное платёжное средство, использовавшееся в течение многих десятилетий британской Компанией Гудзонова залива в торговле мехом. Крупнейшей расчётной единицей был один «заготовленный бобёр» (made beaver), которая приравнивалась к шкуре взрослого самца бобра в хорошем состоянии, или к двум качественным выдровым шкуркам. Также ходили токены номиналом в половину, одну четверть и одну восьмую «заготовленного бобра». На аверсе медного токена изображалась эмблема Компании Гудзонова залива, а на реверсе — номинал. До того, как эти латунные жетоны вошли в оборот, для условной «шкуры бобра» использовались другие счётные средства — такие, как палки, иглы дикобраза, диски из слоновой кости, пули для мушкета или что-либо ещё по согласию между торговцем и добытчиком шкур (траппером). В обмен на шкуры добытчик получал условные расчётные единицы, на которые он имел право делать покупки в магазине. Металлические токены спроектировал Джордж Симпсон Мактавиш из форта Олбани в 1854 году.